# Despolarització

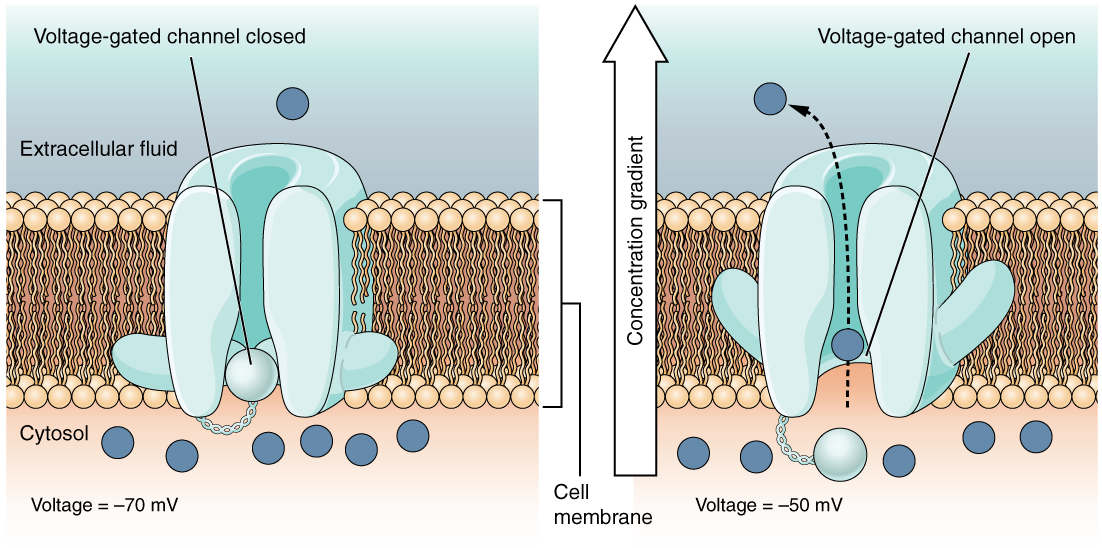
Obertura de canal de l'ió durant la despolaritació.

En biologia, la despolarització és un canvi dins d'una cèl·lula. La cèl·lula experimenta un canvi en distribució de càrrega elèctrica, resultant una disminució de càrrega negativa dins de la cèl·lula. La despolarització és essencial en la comunicació de la cèl·lula i en fisiologia global d'un organisme.

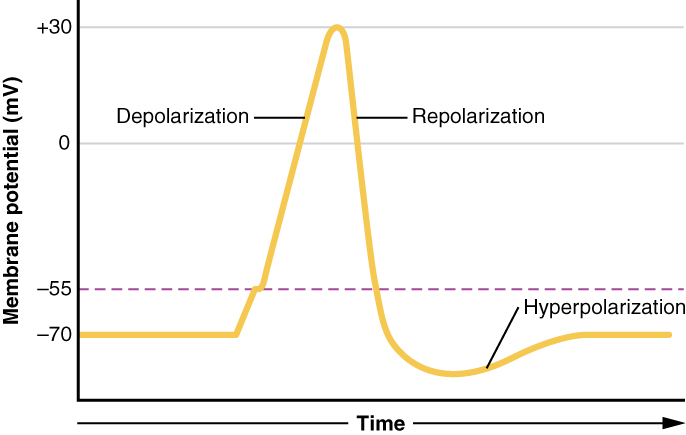
Potencial d'acció en una neurona, mostrant la despolarització i la repolarització.

## Descripció

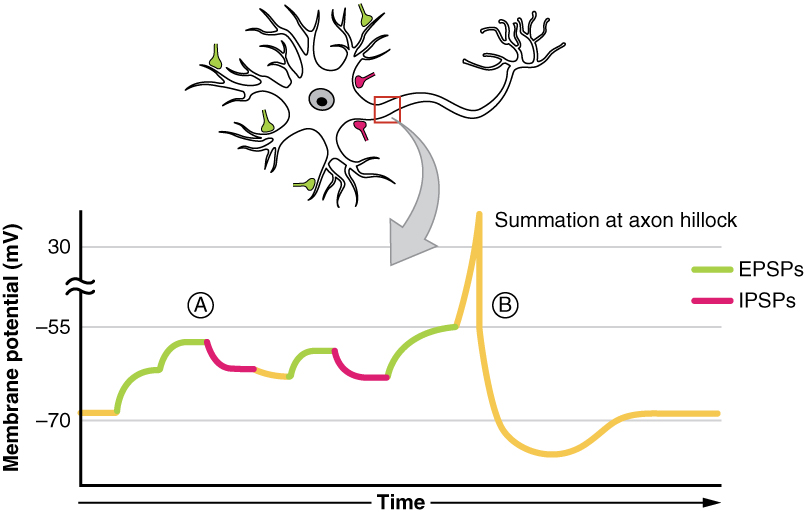
Suma d'estímuls a un axó Hillock.

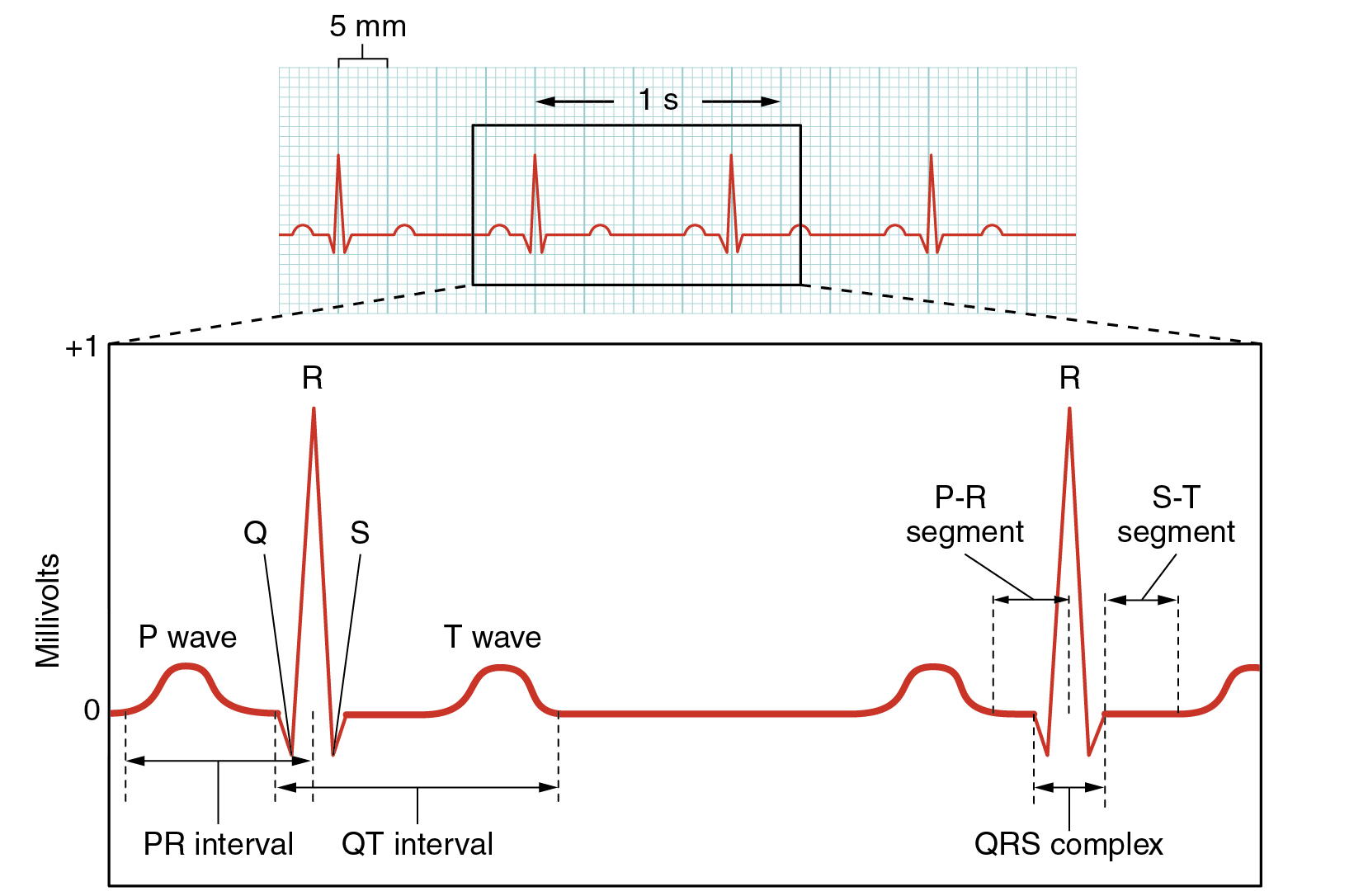
Electrocardiograma

La despolarització és una disminució del valor absolut del potencial de membrana en una neurona. El potencial de membrana d'una neurona en repòs és habitualment negatiu a la zona intracel·lular (-70 mV). Aquest potencial negatiu es genera per la presència a la membrana de bombes sodi/potassi. La bomba sodi/potassi extreu de forma activa 3 ions Na+ (sodi) des de l'interior cap a l'exterior cel·lular i introdueix 2 ions K+ (potassi), consumint així una molècula d'ATP.
En circumstàncies normals, en un estat de repòs la membrana de les neurones té una càrrega elèctrica concreta de -70 mV, a causa de la presència d'anions o ions de càrrega negativa a l'interior d'aquesta, a més de potassi. No obstant això, l'exterior té una càrrega més positiva a causa de la major presència de sodi, carregat positivament, juntament amb clor de càrrega negativa.
Aquest estat es manté a causa de la permeabilitat de la membrana, que en repòs solament resulta fàcilment traspassable per al potassi. Aquesta diferència de càrrega s'anomena  potencial de membrana de la cèl·lula. En el procés de despolarització, la càrrega interna negativa de la cèl·lula temporalment esdevé més positiva (menys negativa).

### Potencial d'acció
Durant un potencial d'acció, la despolarització és el procés que breument inverteix la polaritat a l'interior de la cèl·lula que esdevé menys negatiu.
El funcionament del nostre sistema nerviós, en el qual està inclòs el cervell, està basat en la transmissió d'informació. Aquesta transmissió és de caràcter electroquímic, i depèn de la generació de potencials d'acció, els quals es van transmetent a través de les neurones a tota velocitat. La generació de impulsos està basada en l'entrada i sortida de diferents ions i substàncies dins de la membrana de la neurona.

### Integració d'estímuls
Si bé per la força de difusió (o tendència d'un fluid a repartir-se uniformement equilibrant la seva concentració) i per la pressió electroestàtica o atracció entre els ions de càrrega oposada el mitjà intern i extern haurien d'igualar-se, aquesta permeabilitat ho dificulta en gran manera, sent l'entrada d'ions positius molt gradual i limitada.
Així, aquesta entrada i sortida provoca que les condicions i la càrrega elèctrica que té normalment la cèl·lula variï, iniciant-se un procés que culminarà amb l'emissió del missatge. Un dels passos que permet aquest procés de transmissió de la informació és la despolarizació. Aquesta despolarizació és el primer pas en la generació d'un potencial d'acció, és a dir de l'emissió d'un missatge. Les neurones tenen un mecanisme que evita que l'equilibri electroquímic canviï, l'anomenada bomba de sodi i potassi, que regularment expulsa tres ions de sodi de l'interior per deixar entrar dos de potassi de l'exterior.

### Neurones

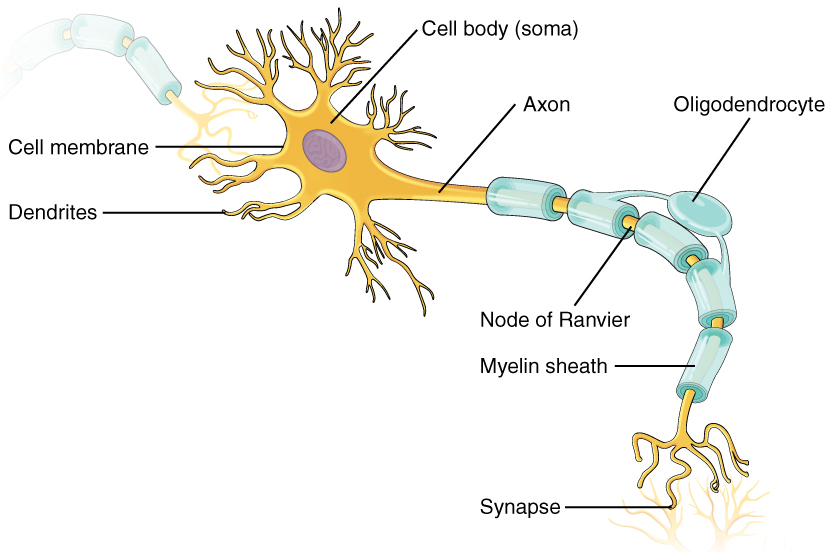
Estructura d'una neurona

D'aquesta manera, s'expulsa més quantitat d'ions positius dels quals podrien arribar a entrar, mantenint estable la càrrega elèctrica interna. Quan una neurona rep un estímul, s'obren els canals de Na+ presents a la membrana.
A continuació el Na+ entra a cèl·lula a favor de gradient de concentració, de manera que el potencial de membrana canvia a positiu mitjançant l'intercanvi d'ions, produint-se una despolarització. Si la despolarització aconsegueix un determinat valor llindar, es genera un potencial d'acció. El següent pas és l'obertura dels canals de potassi i la inactivació dels canals de sodi, de manera que es produeix la re-polarització de la membrana. Els canals de sodi, tornaran a l'estat tancat en la hiperpolarización per continuar en aquest estat durant tot el potencial de repòs; fins a l'arribada d'un nou potencial d'acció el qual produeixi l'activació i obertura dels canals de sodi, repetint el cicle novament.
El procés comença en l'axó dels neurones, zona en la qual es troba una elevada quantitat de receptors de Na+ sensibles al voltatge. Si bé normalment es troben tancats, en un estat de repòs, si es presenta una estimulació elèctrica que sobrepassi un cert llindar d'excitació (en passar dels -70mV, -65mV i -40mV) aquests receptors passen a obrir-se.

## Blocadors de despolarització
Hi ha fàrmacs, anomenats, Blocadors_neuromusculars, que causen despolaritzacions prolongades al obrir els canals responsables de la despolarització i que impedeixen la repolarització. Els exemples inclouen els agonistes nicotínics suxamethonium i decamethonium.